# Ophrys kurzeorum
Ophrys kurzeorum är en orkidéart som beskrevs av Helmut Baumann. Ophrys kurzeorum ingår i ofryssläktet, och familjen orkidéer.
Artens utbredningsområde är Spanien. Inga underarter finns listade i Catalogue of Life.